# Maistrova ulica, Novo mesto
Maistrova ulica je ena od ulic v Novem mestu, ki se od leta 1970 imenuje po generalu, borcu za severno mejo in pesniku Rudolfu Maistru - Vojanovu. Ulica obsega 23 hišnih številk, poteka pa nad Jakčevo ulico v Kandiji. Ulica je sicer nastala že konec šestdesetih let 20. stoletja z izgradnjo individualnih hiš na Recljevem hribu.